# Camp de concentració de Mißler
El camp de concentració de Mißler va ser un dels primers camps de concentració nazi que es va establir a Bremen a finals de març de 1933 a iniciativa del senador i Sturmabteilung Theodor Laue a les instal·lacions de l'agència d'emigració del comerciant Friedrich Mißler.
Sota la direcció del Hauptsturmführer Otto Löblich, 148 presoners, principalment comunistes, van ser-hi confinats inicialment sota detenció protectiva. Més endavant els presoners van arribar a ser 300. L'1 de setembre de 1933, el Bremer Nachrichten va informar sobre el trasllat dels presoners a un vaixell de transport fluvial a l'estuari d'Ochtum.
Des de 1983, una placa commemorativa creada per Fritz Stein amb una cita de Kurt Tucholsky commemora la història del lloc. Actualment sols dues plaques recorden l'antic camp de concentració, que estan adossades al lloc on es trobaven les sales d'emigrants, enderrocades l'any 1986.
Entre els presoners hi havia el professor de música Hermann Böse, l'escultor Klaus Bücking, l'actor Edgar Bennert, el líder del Reichsbanner i diputat de l'SPD Oskar Drees, el després editor del Bremer Tageszeitungen Hans Hackmack i el diputat del Reichstag de l'SPD Alfred Faust.